# Индијска народна партија
Индијска народна партија (енгл. Bharatiya Janata Party, BJP) је једна од две највеће политичке партије у Индији, заједно уз Индијски национални конгрес. Основана је 1980. године и прва је највећа партија у Индији по популарности и заступљености у индијском парламенту. Ова партија је са својих преко 110 милиона чланова до 2015. највећа политичка партија на свету.
Партија углавном обухвата десно оријентисано бирачко тело у Индији, а њена политика темељи се на интегралном хуманизму, хиндуистичком национализму и социјалном конзервативизму.
БЈП је била на челу народне владе заједно са коалиционим партнерима (Национални демократски савез) од 1998. до 2004, чиме је ово била прва влада на челу државе без Индијског националног конгреса, која је остварила пуни мандат до свог краја. Од 2004. БЈП је била поновно у опозицији, све док на изборима 2014. године поновно није освојила већину у парламенту.